# Anna Kuprijanowa
Anna Kuprijanowa z d. Iwanowa (ur. 20 listopada 1987) – rosyjska siatkarka, grająca na pozycji środkowej. Od sezonu 2015/2016 występuje w drużynie Proton Bałakowo.

## Sukcesy klubowe
Puchar Szwajcarii:
- 2015

Mistrzostwo Szwajcarii:
- 2015[2]

Klubowe Mistrzostwa Świata:
- 2015